# Avril-sur-Loire
Pour les articles homonymes, voir Avril (homonymie).
Avril-sur-Loire est une commune française située dans le département de la Nièvre, en région Bourgogne-Franche-Comté.

## Géographie

### Localisation
Avril-sur-Loire est située entre la Loire et le canal latéral à la Loire. Decize est à 9 km, Moulins à 28 km et Nevers à 24 km.

### Hydrographie
Outre la Loire et la canal latéral à la Loire la commune est traversée par l'Acolin et l'Abron. L'Acolin se jette dans la Loire à Avril-sur-Loire. L'Abron, rivière de 32,6 km qui traverse 7 communes de l'Allier et de la Nièvre se jette dans l'Acolin à Avril-sur-Loire. L'étang de Forge Neuve a une surface de 3,5 hectares et appartient à Voies navigables de France.

### Climat
Pour des articles plus généraux, voir Climat de la Bourgogne-Franche-Comté et Climat de la Nièvre.
En 2010, le climat de la commune est de type climat océanique dégradé des plaines du Centre et du Nord, selon une étude du Centre national de la recherche scientifique s'appuyant sur une série de données couvrant la période 1971-2000. En 2020, Météo-France publie une typologie des climats de la France métropolitaine dans laquelle la commune est exposée à un climat océanique altéré et est dans la région climatique Centre et contreforts nord du Massif Central, caractérisée par un air sec en été et un bon ensoleillement.
Pour la période 1971-2000, la température annuelle moyenne est de 11,1 °C, avec une amplitude thermique annuelle de 16,1 °C. Le cumul annuel moyen de précipitations est de 858 mm, avec 11,8 jours de précipitations en janvier et 7,5 jours en juillet. Pour la période 1991-2020, la température moyenne annuelle observée sur la station météorologique de Météo-France la plus proche, « Nevers-Marzy », sur la commune de Marzy à 27 km à vol d'oiseau, est de 11,4 °C et le cumul annuel moyen de précipitations est de 783,5 mm. 
La température maximale relevée sur cette station est de 39,4 °C, atteinte le 31 juillet 2020 ; la température minimale est de −25 °C, atteinte le 9 janvier 1985,,.
Les paramètres climatiques de la commune ont été estimés pour le milieu du siècle (2041-2070) selon différents scénarios d'émission de gaz à effet de serre à partir des nouvelles projections climatiques de référence DRIAS-2020. Ils sont consultables sur un site dédié publié par Météo-France en novembre 2022.

## Urbanisme

### Typologie
Au 1er janvier 2024, Avril-sur-Loire est catégorisée commune rurale à habitat très dispersé, selon la nouvelle grille communale de densité à sept niveaux définie par l'Insee en 2022.
Elle est située hors unité urbaine. Par ailleurs la commune fait partie de l'aire d'attraction de Decize, dont elle est une commune de la couronne,. Cette aire, qui regroupe 13 communes, est catégorisée dans les aires de moins de 50 000 habitants,.

### Occupation des sols
L'occupation des sols de la commune, telle qu'elle ressort de la base de données européenne d’occupation biophysique des sols Corine Land Cover (CLC), est marquée par l'importance des territoires agricoles (61,5 % en 2018), une proportion sensiblement équivalente à celle de 1990 (61,3 %). La répartition détaillée en 2018 est la suivante : 
prairies (35,2 %), forêts (32,3 %), terres arables (17,1 %), zones agricoles hétérogènes (9,3 %), milieux à végétation arbustive et/ou herbacée (3,1 %), eaux continentales (3,1 %). L'évolution de l’occupation des sols de la commune et de ses infrastructures peut être observée sur les différentes représentations cartographiques du territoire : la carte de Cassini (XVIIIe siècle), la carte d'état-major (1820-1866) et les cartes ou photos aériennes de l'IGN pour la période actuelle (1950 à aujourd'hui).

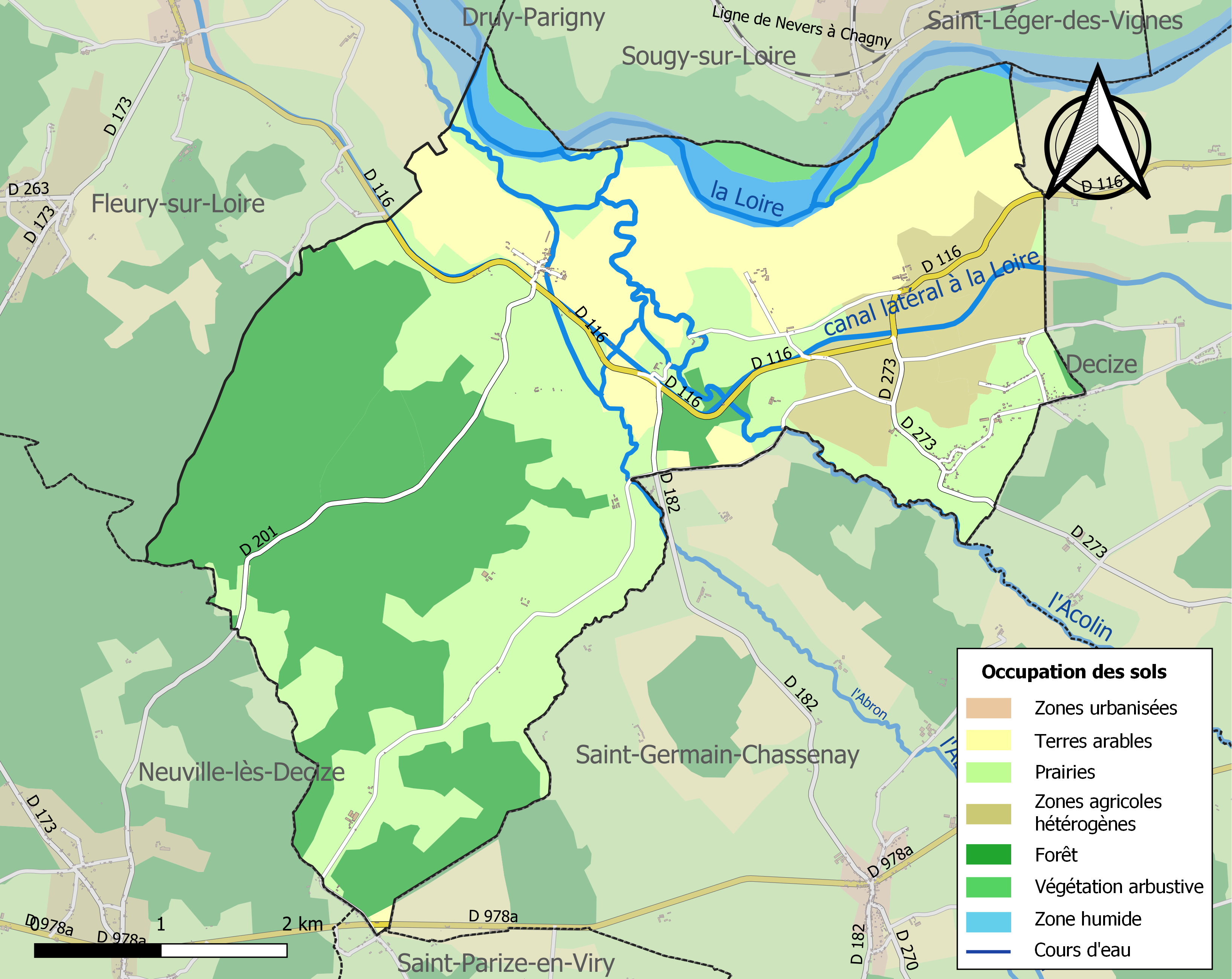
Carte des infrastructures et de l'occupation des sols de la commune en 2018 (CLC).

## Toponymie
Le nom de la commune vient sans doute d'un certain Aprilis, romain ou gaulois romanisé. Un manuscrit de 1244 mentionne la paroisse d'Aprili.

## Histoire
Le site est occupé dès l'antiquité : une voie romaine longe la Loire et, dans le bourg, de nombreuses pièces de monnaie, débris d’amphores et objets divers ont été découverts. Dans l'ancien régime existe une seigneurie appartenant à la famille de Dreuille.

### Les Hospitaliers
Une commanderie attribuée aux Hospitaliers s'implante aux Feuilloux, à partir des XIIe ou XIIIe siècle. Cette commanderie de l'ordre de Saint-Jean de Jérusalem était un membre de la commanderie de La Croix-au-Bost au sein du grand prieuré d'Auvergne.

## Politique et administration

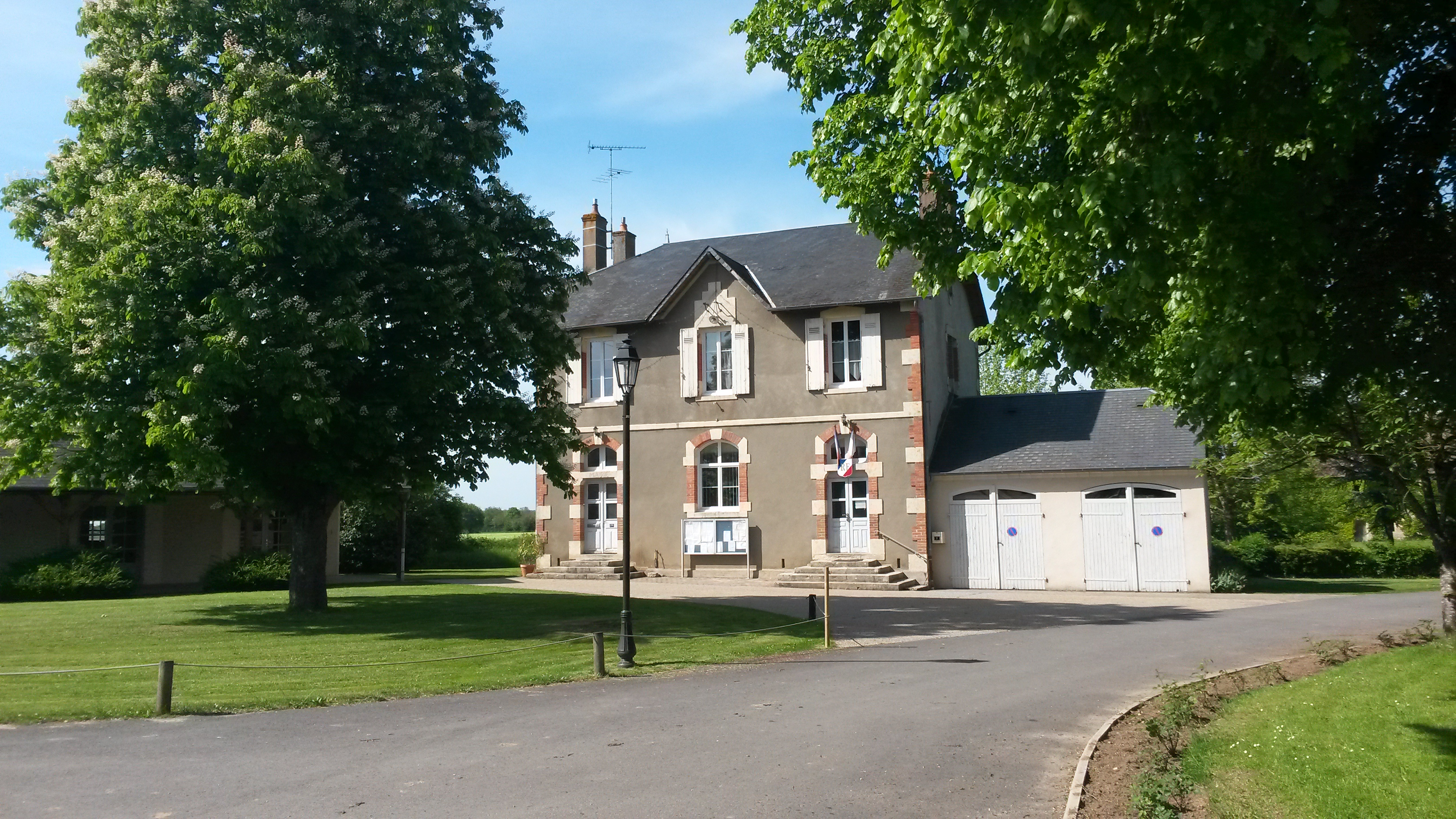
La mairie.

| Période                                  | Période  | Identité          | Étiquette | Qualité   |
| ---------------------------------------- | -------- | ----------------- | --------- | --------- |
| Les données manquantes sont à compléter. |          |                   |           |           |
| mars 2008                                | En cours | Élisabeth Escurat | DVD       | Retraitée |

## Démographie
En 2022, la commune de Avril-sur-Loire comptait 247 habitants. À partir du XXIe siècle, les recensements réels des communes de moins de 10 000 habitants ont lieu tous les cinq ans. Les autres chiffres sont des estimations.
| 1793 | 1800 | 1806 | 1821 | 1831 | 1836 | 1841 | 1846 | 1851 |
| ---- | ---- | ---- | ---- | ---- | ---- | ---- | ---- | ---- |
| 363  | 311  | 351  | 392  | 380  | 392  | 353  | 418  | 386  |

| 1856 | 1861 | 1866 | 1872 | 1876 | 1881 | 1886 | 1891 | 1896 |
| ---- | ---- | ---- | ---- | ---- | ---- | ---- | ---- | ---- |
| 413  | 408  | 450  | 387  | 343  | 388  | 355  | 365  | 381  |

| 1901 | 1906 | 1911 | 1921 | 1926 | 1931 | 1936 | 1946 | 1954 |
| ---- | ---- | ---- | ---- | ---- | ---- | ---- | ---- | ---- |
| 345  | 348  | 315  | 247  | 256  | 238  | 228  | 246  | 223  |

| 1962 | 1968 | 1975 | 1982 | 1990 | 1999 | 2005 | 2006 | 2010 |
| ---- | ---- | ---- | ---- | ---- | ---- | ---- | ---- | ---- |
| 195  | 188  | 193  | 168  | 235  | 234  | 235  | 236  | 244  |

| 2015 | 2020 | 2022 | - | - | - | - | - | - |
| ---- | ---- | ---- | - | - | - | - | - | - |
| 262  | 246  | 247  | - | - | - | - | - | - |

## Culture locale et patrimoine

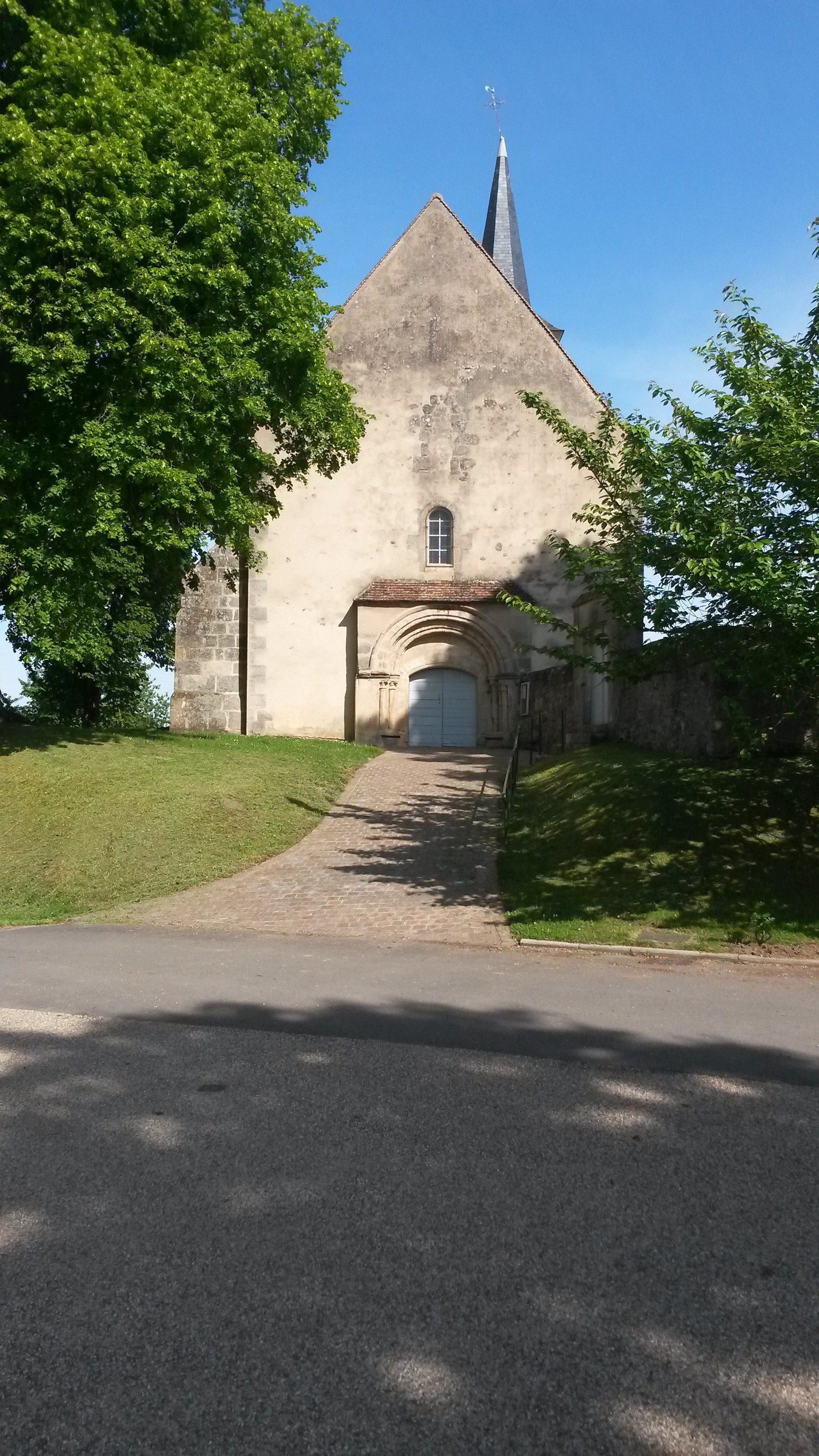
L'église Saint-Pierre.

### Lieux et monuments
- L'église Saint-Pierre est un édifice roman de la fin du XIe siècle, bâti sur une crypte accessible par l'extérieur. Voûte en berceau et portail d'origine. Ouverture les mardi et vendredi, demander les clefs en mairie[18]
- Le pont-canal, de 1836, permet au canal latéral à la Loire de franchir l'Acolin, il est composé de trois arches.
- Le séchoir à briques est un petit bâtiment carré est utilisé pendant la phase intermédiaire de séchage.
- Feuilloux : ancienne commanderie de l'ordre de Saint-Jean de Jérusalem[14] devenue un membre de la commanderie de La Croix-au-Bost au sein du grand prieuré d'Auvergne[15].

### Avril-sur-Loire dans les arts
Avril-sur-Loire est citée dans le poème d’Aragon, Le Conscrit des cent villages, écrit comme acte de Résistance intellectuelle de manière clandestine au printemps 1943, pendant la Seconde Guerre mondiale.